# جامعة يريفان بروسوف الحكومية للغات والعلوم الاجتماعية

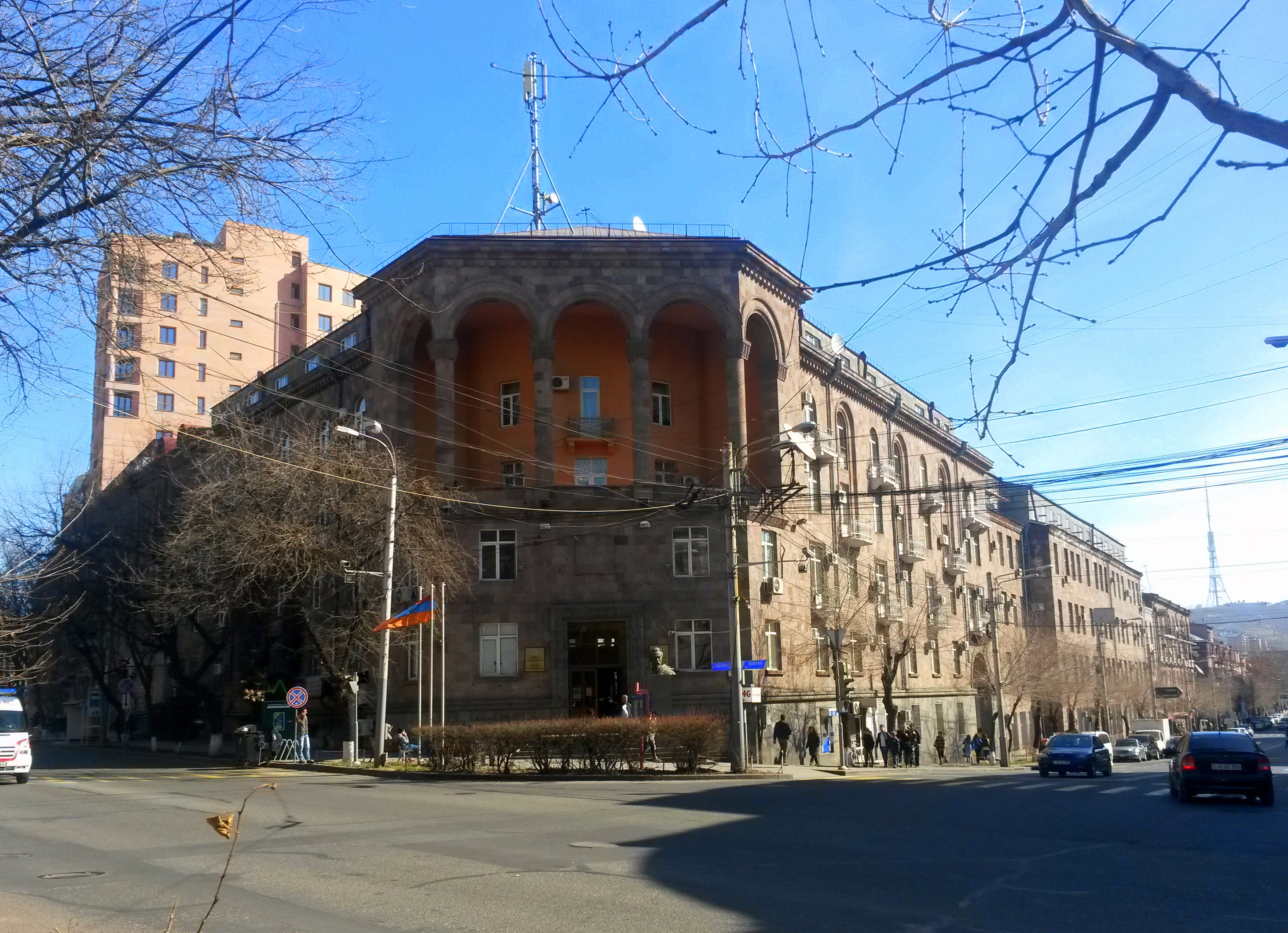
الجامعة في 2016

جامعة يريفان بروسوف الحكومية للغات والعلوم الاجتماعية (بالأرمنية: Բրյուսովի անվան պետական լեզվահասարակագիտական լեզվահասարակագիտական համալսարան) ، هي جامعة عمومية في يريفان عاصمة أرمينيا ، أسست سنة 1935 ، تحمل اسم الشاعر والمؤرخ الروسي فالري بريوسوف منذ عام 1962.
خريجين الجامعة متخصصون في اللغات الروسية ، الإنجليزية ، الفرنسية ، الألمانية ، والعديد من اللغات الأخرى، وعلم النفس العملي، والتاريخ، والعلوم السياسية، ودراسات المنطقة، وغير ذلك من العلوم الإنسانية.
تقع الجامعة عند تقاطع شارعي تومانيان وموسكو في وسط يريفان.

## التاريخ
أسست جامعة يريفان بروسوف الحكومية للغات والعلوم الاجتماعية في 4 فبراير 1935 كمعهد معلمي اللغة الروسية الذي كان كلية متوسطة لمدة سنتين، بموجب قرار اللجنة المركزية للحزب الشيوعي بأرمينيا.
في عام 1936 ، تم افتتاح قسم اللغة الألمانية، و تبعته أقسام اللغات الفرنسية والإنجليزية في عام 1937. و في نفس العام، تخرجت الدفعة الأولى من معلمي اللغة الروسية. خلال أربعة سنوات، في عام 1940 ، أصبح المعهد معروفًا باسم المعهد الحكومي لمعلمي اللغة الروسية في يريفان. في عام 1955 ، تم إدماج المعهد داخل جامعة يريفان الحكومية ككلية، دون المساس من استقلالها الهيكلي والأكاديمي.
ومع ذلك، في عام 1962 ،استقال المعهد و اتخذ اسم جامعة يريفان الحكومية البيداغوجية لللغات الروسية والأجنبية، و سميت تيمنا بفاليري بروسوف.

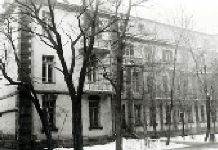
صورة قديمة للمعهد

في عام 1985 ، منحت الجامعة مع وسام صداقة الأمم من قبل الحكومة السوفيتية.
بعد استقلال أرمينيا، تمت إعادة هيكلة الجامعة في عام 1993 لتصبح معروفة باسم معهد يريفان للغات الأجنبية المسمى بعد فاليري بروسوف.
في عام 2001 ، و امتثالاً لقرار الحكومة، منح المعهد مرتبة جامعة وأُطلق عليه اسم جامعة يريفان بروسوف اللغوية الحكومية. في عام 2014 ، تمت إعادة هيكلة الجامعة لتصبح معروفة باسم جامعة يريفان بروسوف الحكومية للغات والعلوم الاجتماعية.
منذ تأسيسها، تخرج من الجامعة أكثر من 18000 مختص في اللغات الروسية، الإنجليزية، الفرنسية، الألمانية، اليونانية، الإسبانية، علم النفس العملي، التاريخ، العلوم السياسية. ولا تزال عملية التغييرات الهيكلية مستمرة.
في عام 2013 ، كانت الجامعة متكونة من 477 عضوًا، 434 منهم مدرسون: 189 يعملون بدوام كامل، 48 منهم يمتلكون أكثر من مكتب واحد، 12 دكتور في العلوم، 14 أستاذًا، و 54 أساتذا مساعدا.

## الكليات
حتى عام 2017 ، تتكون الجامعة من 3 كليات بالإضافة إلى كلية الدراسات و هي كالآتي:

### كلية الترجمة والتواصل بين الثقافات
تأسست كلية الترجمة والتواصل بين الثقافات في عام 2004 ، وتمت إعادة هيكلتها في عام 2013 لتوفير برامج تعليمية وبرامج بكالوريوس مزدوجة الخاصيات في المجالات التالية:
- اللسانيات والاتصالات
  - دراسات اللغة الإنجليزية
  - اللغة الإنجليزية والعلوم السياسية
  - اللغة الإنجليزية والصحافة
  - اللغة الإنجليزية والسياحة
  - اللغة الإنجليزية وعلم النفس
  - دراسات اللغة الألمانية
  - دراسات اللغة الفرنسية
- دراسات الترجمة / اللغويات
- دراسات الترجمة الإنجليزية-أرمينية
- دراسات الترجمة الألمانية-أرمينية
- دراسات الترجمة الفرنسية-أرمنية

### كلية اللغات الروسية و الأجنبية و التواصل الدولي
تمثل أقدم قسم في الجامعة يعود تاريخها إلى تأسيس الجامعة عام 1935. آخر تحديث للكلية تم في عام 2013 صارت بفضله توفر برامج البكالوريوس في:
- اللغويات، اللغة الروسية
- الادب الروسي
  - علم فقه اللغة
  - البيداغوجيا
- اللسانيات والتواصل بين الثقافات
  - دراسات اللغة الروسية
  - اللغة الإنجليزية والعلوم السياسية
- العلوم السياسية

### كلية اللغات الأجنبية
تأسست الكلية عام 2004 و تقدم للطلاب حاليًا برامج البكالوريوس في مجالات:
- البيداغوجيا
  - الانقليزية و الفرنسية
  - الإنجليزية والألمانية
  - الإنجليزية والإسبانية
  - الإنجليزية والإيطالية
  - الإنجليزية والفارسية
  - الإنجليزية واليونانية
  - الإنجليزية والكورية
  - الفرنسية و الإنجليزية
  - الألمانية والإنجليزية
- اللغويات
  - الانقليزية و الفرنسية
  - الإنجليزية والألمانية
  - الإنجليزية والإسبانية
  - الإنجليزية والإيطالية
  - الإنجليزية والفارسية
  - الإنجليزية واليونانية
  - الإنجليزية والكورية
  - الإنجليزية والهندية
  - الفرنسية و الإنجليزية
  - الألمانية والإنجليزية
  - الايطالية والإنكليزية

## برنامج الماجستير
خلال العام الدراسي 2008-2009 ، أدرجت الجامعة برنامجي البكالوريوس والماجستير. و الهدف من هذا الأخير التحصل على المعرفة العملية والنظرية الشاملة عن طريق اختيار جانب معين من التخصص.
دراسات مستوى الماجستير متوفرة في التخصصات التالية:
اللغويات : شهادات في:
- المقارنة التصنيفى ة للغات
- اللسانيات المقارنة
- السيميائية

علم البيداغوجيا: شهادات في:
- تعليم متعدد اللغات
- علم النفس التربوي

علم فقه اللغة : الإنجليزية، الفرنسية، الألمانية، الروسية
اللسانيات والتواصل بين الثقافات : شهادات في:
- الدراسات الأوروبية
- علاقات دولية
- العلوم السياسية
- السياحة الدولية
- الأنثروبولوجيا الثقافية
- سيميائية الثقافة

ترجمة / ترجمة فورية:
- الإنجليزية - الأرمينية
- الفرنسية - الأرمنية
- الألمانية - الأرمنية
- الروسية - الإنجليزية - الأرمينية

الصحافة الدولية
إدارة التعليم

## برامج الدراسات العليا
نظام الدراسات العليا في الجامعة يميز بين الدرجات العلمية. فهنالك درجتان متتاليتان للدراسات العليا: مرشح للعلوم (دكتوراه) ودكتوراه في العلوم. أدرج البرنامج في عام 1963 ومنذ ذلك الحين استفاد منه أكثر من 300 خريج. في
اعتبارا من عام 2013 ، تعمل 14 لجنة اختبار مؤهلة في الجامعة:
- منهجية تدريس اللغات الأجنبية
- اللغات الجرمانية (الإنجليزية والألمانية)
- اللغات الرومانسية (الفرنسية)
- اللغات السلافية
- الأدب الأجنبي
- الادب الروسي
- اللسانيات العامة والتطبيقية
- لغويات المقارنة والتطبيقية
- اللغة الأرمينية
- فلسفة
- مهارات عملية باللغة الإنجليزية
- مهارات عملية باللغة الفرنسية
- مهارات عملية باللغة الألمانية
- مهارات الحاسوب

يعمل مجلس منح الدرجات العلمية في الجامعة. معتمدة من قبل ا، يمنح مجلس الإدارة بتصريح من لجنة التأهيل العليا في أرمينيا درجات في الترشح للعلوم و دكتوراه في العلوم في المجالات التالية:
- لغويات المقارنة، فقه اللغة
- اللغات السلافية، فقه اللغة
- منهجية التعليم والتدريس (اللغات الأجنبية والأدب)